# Ion Tripșa
Ion Tripșa, född 30 mars 1934 i Alba Iulia, död 2001, var en rumänsk sportskytt.
Tripșa blev olympisk silvermedaljör i pistol vid sommarspelen 1964 i Tokyo.